# Dálniční křižovatka Dobanovci
Dálniční křižovatka Dobanovci (srbsky Петља Добановци/Petlja Dobanovci) je významná dálniční křižovatka, na které se kříží dálnice A1 (Bělehrad - Novi Sad) s dálnicí A3 (Bělehrad - Záhřeb). Svůj název má podle blízké vesnice Dobanovci, resp. podle bělehradské městské části Dobanovci. Křižovatka se nachází západně od srbské metropole, v blízkosti mezinárodního letiště.

## Popis
Dálniční křižovatka má typ čtyřlístku (bez severovýchodního lístku); zajišťuje spojení s Chorvatskem (západní směr), Novým Sadem (severní směr), Bělehradem (východní směr) a Niší (jižní směr). Ve směru od západu k jihu mohou řidiči využít bypass a křižovaktu objet po čtyřproudovém obchvatu.

## Výstavba
Křižovatka, která byla dlouhodobě plánována, byla vystavěna na původní dálnici Bratrství a jednoty, která vznikala ještě v časech socialistické Jugoslávie. Nejprve se uskutečnilo napojení z jižního směru na nehotový dálniční obchvat Bělehradu, který srbskou metropoli obchází z jižní strany (2008), poté byla dokončena spojka severním směrem do Batajnice, kde byla provizorně ukončena dálnice z Nového Sadu (2012). Na stavbě se podílelo několik společností (Strabag, Interkom, Planum a Ratko Mitrović niskogradnja).
Oficiálně byla křižovatka dobudována v květnu 2012; nedlouho po jejím otevření však musel být provoz sveden na jedné z úrovní do jednoho pruhu kvůli dodatečným pracím.

## Umělecká díla
Dálniční křižovatku zdobí v jednom místě skulptura Molitva od sochaře Nikoly Rikanoviće.